# Acoma Pueblo (Indianerreservat)

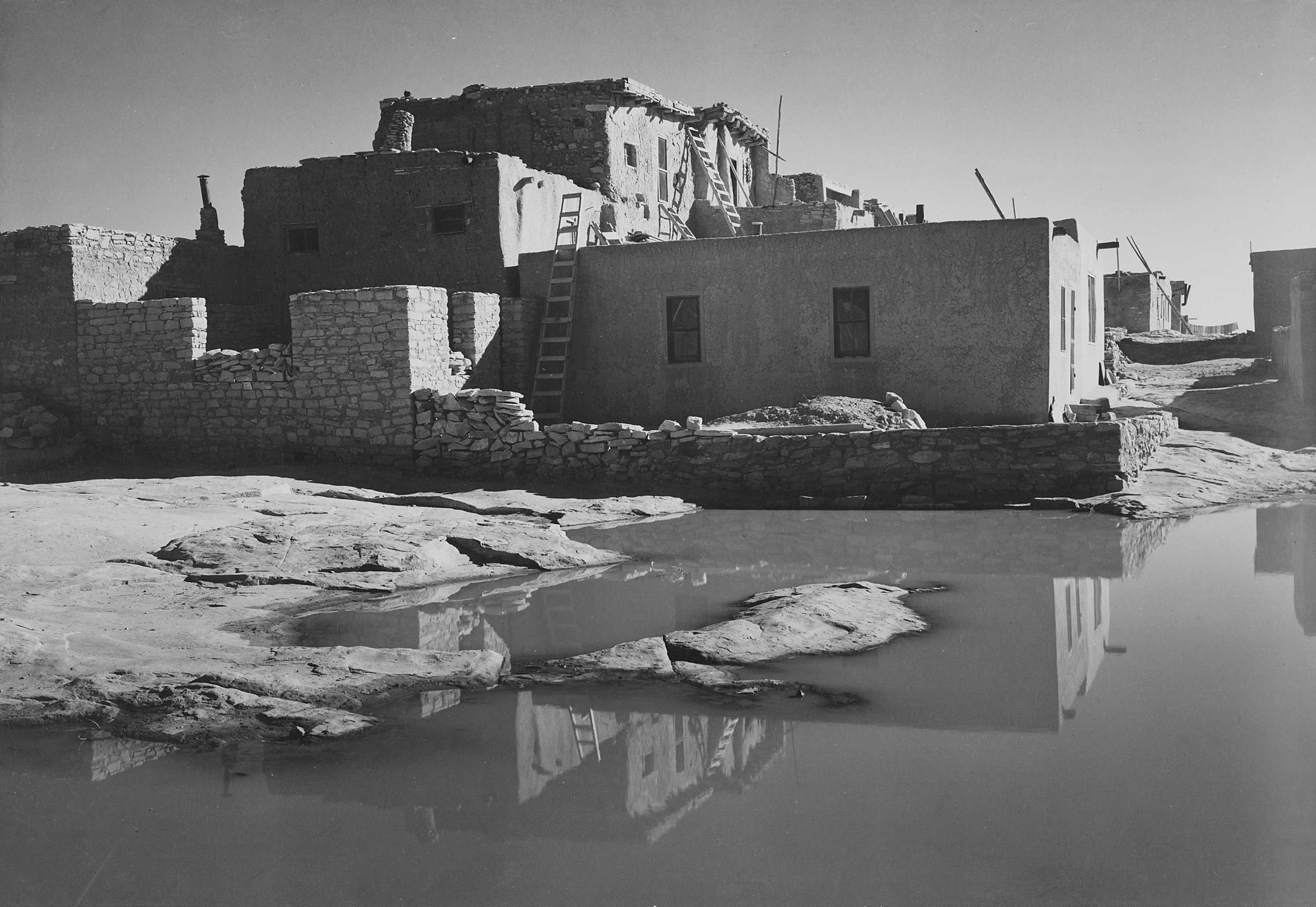
Adobe-Häuser der Acoma. Bild von Ansel Adams

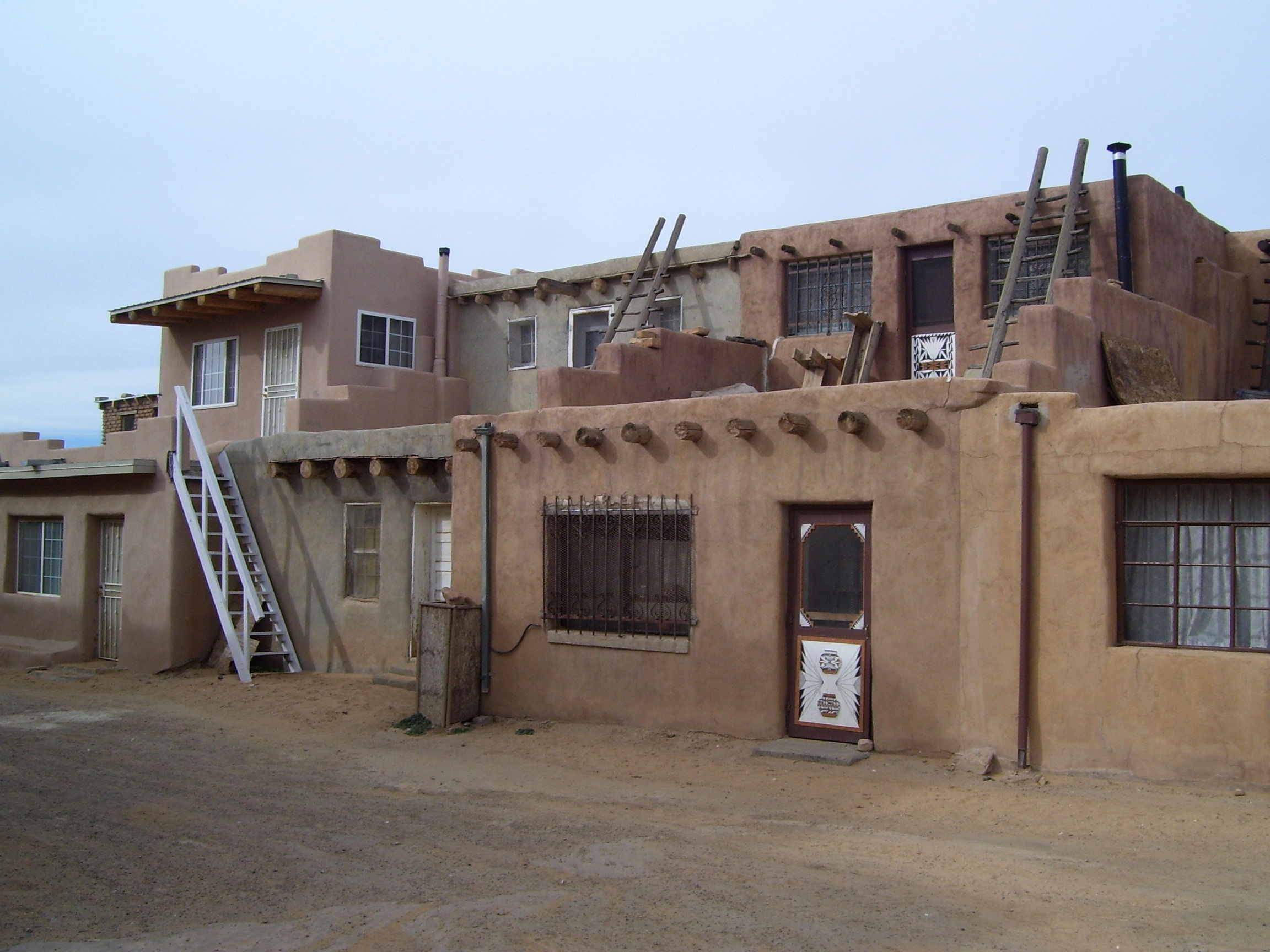
Adobe-Häuser, 2012

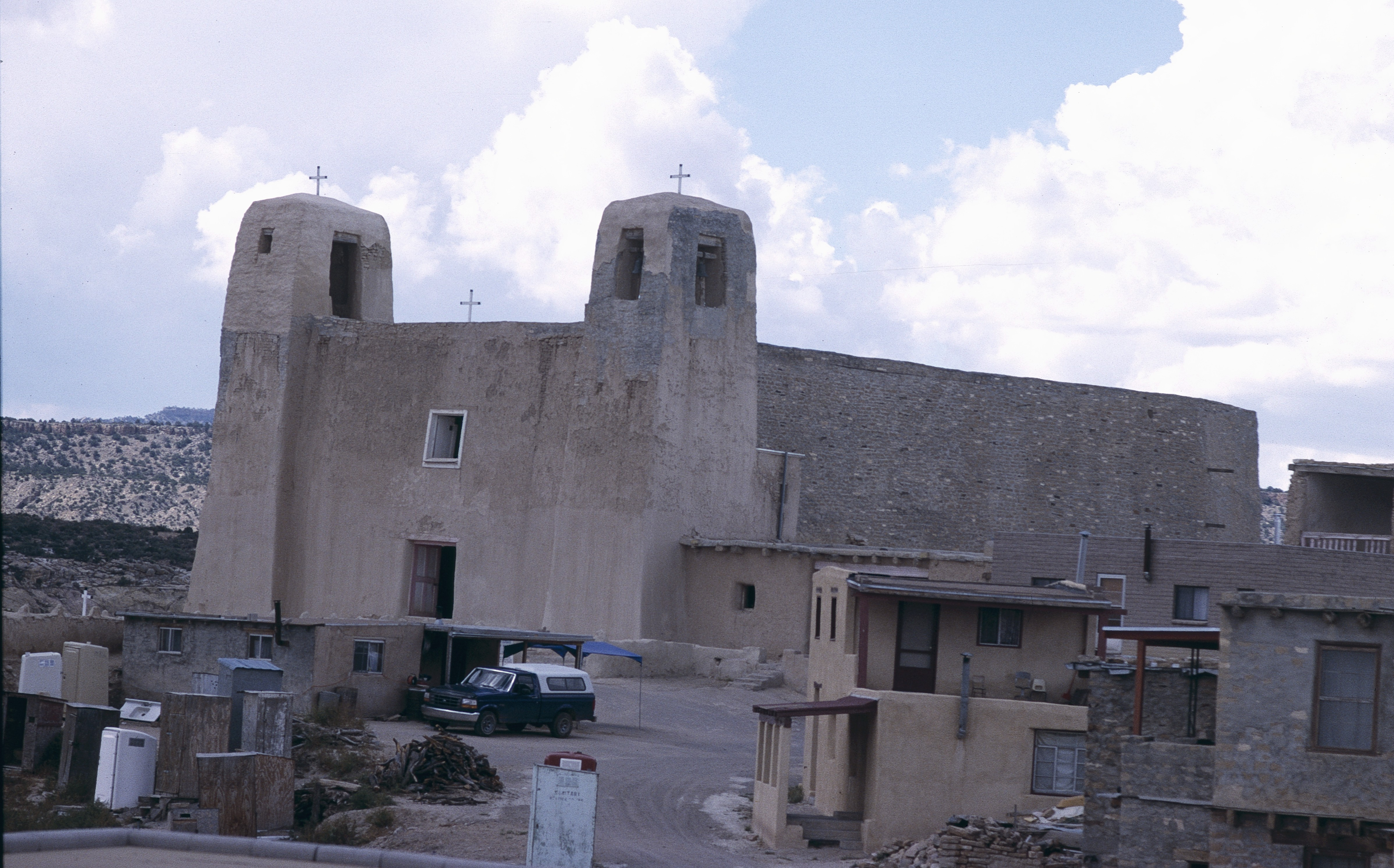
Kirche von Acoma Pueblo (Sky City)

Acoma Pueblo ist eines von 19 Indianerreservaten der Pueblo-Indianer im US-Bundesstaat New Mexico. Es wird von 6344 (1999) Acoma bewohnt. Das Reservat ist 1530 km² groß und liegt im Nordwesten des Cibola County. Die Arbeitslosenquote im Reservat liegt bei 39 %.
Im Reservat befinden sich die vier Siedlungen Sky City (Old Acoma), Acomita, Anzac und McCartys.
Sky City ist seit Oktober 1960 als National Historic Landmark ausgewiesen.